# Dietmar Korzeniewski
Dietmar Korzeniewski (* 10. September 1933 in Köln; † 5. Dezember 1979 in Frechen) war ein deutscher Klassischer Philologe und Gymnasiallehrer.
Dietmar Korzeniewski, der Sohn des Industriekaufmanns Reinhard Korzeniewski und der Cäcilie geb. Poll, besuchte den altsprachlichen Zweig des Neusprachlichen Gymnasiums in Porz am Rhein, wo er am 8. März 1954 die Abiturprüfung ablegte. Anschließend studierte er an den Universitäten Köln und Bonn Klassische Philologie, Philosophie, Archäologie und Alte Geschichte. Nach der Wissenschaftlichen Vorprüfung in Philosophie und Pädagogik im Wintersemester 1957/58 in Bonn schloss er sein Studium in Köln ab. Am 29. Oktober 1959 wurde er mit einer von Hellfried Dahlmann angeregten Dissertation zum Dr. phil. promoviert. 1960 legte er das Erste Staatsexamen ab und unterrichtete Latein, Griechisch und Geschichte an Gymnasien in Köln. Er starb in Frechen am 5. Dezember 1979 im Alter von 46 Jahren.
Korzeniewskis Forschungsschwerpunkte waren die lateinische Dichtung der Kaiserzeit, die griechische Metrik und die Didaktik der alten Sprachen. In seiner Dissertation, die von Hellfried Dahlmann betreut wurde und deren Zweitgutachter Albrecht Dihle war, beschäftigte er sich mit der Datierung des Historikers Quintus Curtius Rufus. Später veröffentlichte er mehrere Aufsätze in Fachzeitschriften, gab Sammelbände und Editionen zur lateinischen Dichtung heraus und ein Handbuch zur griechischen Metrik, das drei Auflagen erlebte und 1998 ins Italienische übersetzt wurde.

## Schriften (Auswahl)
- Die Zeit des Quintus Curtius Rufus. Köln 1959 (Dissertation)
- Aischylos: Die Perser. Herausgegeben und erklärt. Bamberg 1966
- Griechische Metrik. Darmstadt 1968. 2., unveränderte Auflage 1989. 3., unveränderte Auflage 1991, ISBN 3-534-04496-7
  - Italienische Übersetzung von Olimpia Imperio: Metrica greca. Palermo 1998, ISBN 88-8302-190-8
- Die römische Satire. Darmstadt 1970 (= Wege der Forschung 238)
- Hirtengedichte aus neronischer Zeit. Darmstadt 1971. 2., unveränderte Auflage 1987, ISBN 3-534-04627-7 (= Texte zur Forschung 1)
- Hirtengedichte aus spätrömischer und karolingischer Zeit. Darmstadt 1976, ISBN 3-534-06829-7 (= Texte zur Forschung 26)
- Nugae Colonienses. In: Gymnasium. Band 87 (1980), S. 249–261

| Personendaten    | Personendaten                                       |
| ---------------- | --------------------------------------------------- |
| NAME             | Korzeniewski, Dietmar                               |
| KURZBESCHREIBUNG | deutscher Klassischer Philologe und Gymnasiallehrer |
| GEBURTSDATUM     | 10. September 1933                                  |
| GEBURTSORT       | Köln                                                |
| STERBEDATUM      | 5. Dezember 1979                                    |
| STERBEORT        | Frechen                                             |